# Phyllachora reducta
Phyllachora reducta är en svampart som beskrevs av Höhn. 1932. Phyllachora reducta ingår i släktet Phyllachora och familjen Phyllachoraceae.   Inga underarter finns listade i Catalogue of Life.